# 小田卓朗
小田卓朗（日语：／ Oda Takurō，1992年7月13日—），日本男子速度滑冰运动员，2017年亚洲冬季运动会男子1000米金牌得主和男子1500米银牌得主、2019年全国单程距离锦标赛男子1500米铜牌得主。